# Теодор Трихина
Святий Теодор Трихина («волосінний») — християнський святий, візантійський монах та чудотворець з Царгороду.

## Життєпис
Святий Теодор Трихина походив з Царгорода і був сином багатих батьків. Прагнучи досконалого християнського життя, пішов у пустелю, де постригся у ченці. Вів надзвичайно суворе життя. Часто цілі дні і ночі проводив у молитві. Ходив босоніж, не накривав голови і носив тільки грубу волосінну одежу, від чого почали називати його Трихина, що означає «волосінний». Бог наділив Теодора даром творення чудес.
Пам'ять — 3 травня.